# Mount Engelberg
Mount Engelberg är ett berg i Antarktis. Det ligger i Östantarktis. Nya Zeeland gör anspråk på området. Toppen på Mount Engelberg är 1 606 meter över havet, eller 6 meter över den omgivande terrängen. Bredden vid basen är 0,70 km. Mount Engelberg ingår i Morozumi Range.
Terrängen runt Mount Engelberg är kuperad västerut, men österut är den bergig. Trakten är obefolkad. Det finns inga samhällen i närheten.